# Bryson City (North Carolina)
Bryson City er en by i det vestlige North Carolina, USA. Byen er administrativt centrum (county seat) for Swain County.

## Historie
Der har boet oprindelige amerikanere i området omkring dagens Bryson City i omkring 14.000 år. Cherokeserbyen Kituwa, som stammen regner for deres ældste og helligste by, lå i udkanten af det nuværende Bryson City ved floden Tuckasagee River, der løber gennem byen. I 1567 menes en høvding fra byen, at have mødtes med den spanske opdagelsesrejsende Juan Pardo ved French Broad River. Kituwa blev ødelagt under den engelsk-cherokesiske krig fra 1758 – 1761.
I 1819 modtog en cherokeserhøvding, Drowning Bear (nogle kilder kalder ham Big Bear) et område på godt 2,5 km2 lige vest for det sted, hvor Deep Creek og Tuckasagee River mødes. Området omfattede det, der nu er Bryson City. Samme år solgte Drowning Bear en lille del af sin jord til en amerikaner ved navn Darling Belk og en anden del solgte han til John B. Love i 1824. Op gennem 1830'erne udkæmpede arvingerne efter Belk og Love et juridisk slag om kontrollen over det, som var kendt som Big Bears Reservat. I 1840 gik Love sejrrigt ud af kampen. Året efter videresolgte Love en del af området til et ægtepar, James og Diana Schular. Ægteparret videresolgt deres jord til Oberst Thaddeus Bryson og købmanden Alfred Cline. Omkring dette tidspunkt voksede en lille bebyggelse op midt i det område, som en gang havde været kendt som Drowning Bears Reservat. Denne bebyggelse fik navnet Bear Springs.
I 1871 blev Swain County oprettet, da dele af Jackson County og dele af Macon County blev slået sammen. Amtets ledelse holdt deres første møde i den butik, der var kendt som Cline's Store, og som blev drevet af Alfred Clines enke, Lucy Cline. Lucy Cline ejede stadig en stor del af området, og hun var villige til at sælge et større antal grunde, så man kunne anlægge en by, der kunne tjene som administrativt centrum for det nye county. Denne by fik i første omgang navnet Charleston. Byen var udlagt i en T-form, og havde kun to gader, Main Street og Everett Street. Sidstnævnte var opkaldt efter amtets første sherif, Epp Everett. I 1874 blev amtets første domhus bygget – et fængsel var allerede blevet færdigt i 1872. Kort efter færdiggørelsen af fængslet blev det genstand for en berygtet fangeflugt. En bande under ledelse af en mand ved navn Harvey Cooper stormede fængselt og befriede Tom Colvert, som banden mente var blevet uskyldigt anklaget for mordet på en værtshusejer i nærliggende Robbinsville.
I 1889 blev byens indbyggere enige om at ændre dens navn til Bryson City, for at hylde de mange ting, som Thaddeus Bryson havde gjort for byen, og for at undgå sammenblanding med Charleston i South Carolina. I 1884 førte Western North Carolina Railroad en jernbanelinje gennem byen, hvilket gjorde transport til denne fjernt beliggende by betydeligt nemmere. I 1904 åbnede en bank i byen, og i 1908 færdiggjordes byens (og amtets) "gamle" domhus.
I 1933 åbnede Great Smoky Mountains National Park, og den har givet byen og amtet væsentlige indkomster . Primært fra de turister, der besøger nationalparken. Deep Creek delen af parken, lige nord for Bryson City rummer et stort campingområde, og herfra udgår adskillige vandrestier i parken. Parkens østlige hovedindgang ligger lige uden for Cherokee, der kun ligger omkring 15 km øst for Bryson City. I Cherokee ligger også det sydlige endepunkt for den 750 km lange Blue Ridge Parkway, der også besøges af tusindvis af turister hvert år.
En planlagt vej, der skulle forbinde Bryson City med en øde del af Great Smoky Mountains blev påbegyndt i 1944. I 1972 havde man kun fået anlagt ca 11 km af vejen, og i 2007 afgjorde National Park Service at vejen ville overtræde de bestemmelser, der gjaldt for Great Smoky Mountains National Park. Vejen blev opgivet og pt. arbejder man på et alternativ.
I 1948 ophørte passagertrafikken med jernbane, da der ikke længere var passagergrundlag nok. I 1985 ophørte også jernbanetrafikken med gods, men staten North Carolina købte sporene af Norfolk Southern Railway, der var det selskab, som drev ruten. I 1988 blev der etableret en turistlinje gennem det naturskønne område, Great Smoky Mountains Railroad. Denne jernbane har station og afgangssted i Bryson City, og har to ruter. Den ene kører til Nantahala Gorge i Nantahala National Forest, mens den anden kører langs Tuckasegee River til Dillsboro i Jackson County.

## Geografi
Bryson City ligger lige vest for det sted, hvor Deep Creek møder Tuckasegee River. Floden udspringer i bjergene mod øst, og Deep Creek udspringer nær Newfound Gap i Great Smoky Mountains på grænsen mellem North Carolina og Tennessee. Fra Bryson City flyder floden 19 km mod sydvest til den ender i Little Tennessee River.
Byen er omgivet af bjerge på alle sider. Great Smoky Mountains rejser sig mod nord og vest, Cowee Mountains ligger mod syd, og mod øst ligger Plott Balsam Range. Grænsen for Great Smoky Mountains ligger lige nord for byen, og grænsen for Nantahala National Forest ligger lige syd for. Mod øst optages den største del af området af Qualla Boundary, der er hjemsted for Eastern Band of Cherokee Indians.
Bryson City, der ligger 534 m over havets overflade, har et samlet areal på 5,7 km2, hvoraf 5,4 km2, er land og 0,26 km2, er vand.

## Demografi
Ved folketællingen i 2010 havde byen 1.424 indbyggere. 91 % af disse var hvide, 5 % var oprindelige amerikanere, 2 % var afroamerikanere, mens resten var fordelt på andre grupper. Indbyggerne var fordelt på 588 husholdninger, hvoraf 41 % bestod af enkeltpersoner. For hver 100 kvinder var der 78 mænd i byen.
Gennemsnitsindkomsten for en husstand var $ 23.232 og for en familie var den $ 31.875. 19 % af befolkningen levede under den officielle fattigdomsgrænse.

## Eksterne kilder
- Swain County Chamber of Commerce
- History of Bryson City and Swain County North Carolina Arkiveret 13. april 2009 hos  Wayback Machine

35°25′37″N 83°26′52″V / 35.4269°N 83.4478°V